# マナやん
マナやんとは、新屋島水族館公式キャラクター、香川ファイブアローズ公認キャラクター、および瀬戸内フレスコボールクラブ親善大使を務めるマスコットキャラクターである。本名はマナ山マナ男。

## 主な徘徊場所
主に新屋島水族館を徘徊しているが、香川ファイブアローズやカマタマーレ讃岐の試合会場や県内のイベント会場に現れることもある。
香川ファイブアローズ契約選手でありながら、試合会場にすら呼ぶのを忘れられていることが多々あり、それに対して激怒するのがお決まりの流れである。